# NGC 1289
NGC 1289 is een lensvormig sterrenstelsel in het sterrenbeeld Eridanus. Het hemelobject werd op 1 september 1886 ontdekt door de Amerikaanse astronoom Lewis A. Swift.

## Synoniemen
- IC 314
- PGC 12342
- UGC 2666
- MCG 0-9-54
- ZWG 390.55